# Elgin (Texas)
Elgin és una ciutat a l'estat de Texas. Segons el cens del 2000 tenia 5.700 habitants.

## Demografia
Segons el cens del 2000, Elgin tenia 5.700 habitants, 1.869 habitatges, i 1.349 famílies. La densitat de població era de 468,3 habitants per km².
Dels 1.869 habitatges en un 36,2% hi vivien nens de menys de 18 anys, en un 51,8% hi vivien parelles casades, en un 14,6% dones solteres, i en un 27,8% no eren unitats familiars. En el 22,3% dels habitatges hi vivien persones soles l'11,6% de les quals corresponia a persones de 65 anys o més que vivien soles. El nombre mitjà de persones vivint en cada habitatge era de 2,98 i el nombre mitjà de persones que vivien en cada família era de 3,5.
Per edats la població es repartia de la següent manera: un 29,8% tenia menys de 18 anys, un 10,6% entre 18 i 24, un 28,4% entre 25 i 44, un 17,6% de 45 a 60 i un 13,6% 65 anys o més.
L'edat mediana era de 32 anys. Per cada 100 dones de 18 o més anys hi havia 93,8 homes.
La renda mediana per habitatge era de 38.750 $ i la renda mediana per família de 48.125 $. Els homes tenien una renda mediana de 31.368 $ mentre que les dones 21.095 $. La renda per capita de la població era de 16.698 $. Aproximadament el 10,4% de les famílies i el 16,1% de la població estaven per davall del llindar de pobresa.

## Poblacions properes
El següent diagrama mostra les poblacions més properes.